# Вашкевич, Никанор Никанорович
Никанор Никанорович Вашкевич — советский хозяйственный и политический деятель.

## Биография
Родился в 1918 году в Петковичах. Член КПСС.
Окончил Белорусский институт журналистики, ВПШ при ЦК КПСС.
В 1933—1936 гг. — ответственный секретарь районной газеты «Ударник Дзержинщины»
В 1939—1940 гг. — ответственный секретарь и заместитель редактора районной газеты «Голос колхозника» в городе Столбы Барановичской области.
В 1941 г. — ответственный редактор районной газеты «Ленинская правда» в городе Дзержинске.
Участник Великой Отечественной войны: пулемётчик 456-го стрелкового полка 155-й стрелковой дивизии.
В 1941—1945 гг. — редакторотдела Туркменского телеграфного агентства в Ашхабаде, литературный работник, диктор белорусского отдела, контролёр отдела радиоперехвата Всесоюзного радиокомитета в Москве.
В 1945—1954 гг. — инструктор управления (отдела) пропаганды и агитации ЦК КПСС.
В 1954—1975 гг. — главный редактор областной газеты «Белгородская правда».
Умер в Белгороде после 1985 года.

## Награды
- Орден Отечественной войны I степени (06.04.1985)
- Орден Трудового Красного Знамени (дважды, в том числе 09.09.1971)
- Орден Знак Почёта (дважды, в том числе 04.05.1962)